# براندان كويل
براندان كويل (بالإنجليزية: Brendan Cowell)‏ هو كاتب سيناريو ومخرج وممثل أسترالي، ولد في 16 أغسطس 1976 في Cronulla, New South Wales ‏ في أستراليا.

## وصلات خارجية
- براندان كويل على موقع IMDb (الإنجليزية)
- براندان كويل على موقع ميوزك برينز (الإنجليزية)
- براندان كويل على موقع قاعدة بيانات الفيلم (الإنجليزية)